# Italská biskupská konference
Italská biskupská konference (Conferenza Episcopale Italiana - CEI) je trvalým shromážděním všech katolických biskupů na území italského státu, San Marina a Vatikánského státu. Vznikla ve Florencii v roce 1952. Jejího předsedu na rozdíl od většiny jiných biskupských konferencí, kde je předseda volen (výjimku tvoří ještě Belgie, kde je předsedou arcibiskup malinsko-bruselský, ale také biskupská konference Jeruzalémského patriarchátu, vedená patriarchou), jmenuje papež jakožto primas Itálie. V současné době je předsedou CEI kardinál Zuppi. Sekretariát CEi je veden generálním sekretářem, jímž je v současné době kalabrijský biskup Nunzio Galantino.